# Dillingham Census Area

Lokaliseringskarta

Dillingham Census Area är ett folkräkningsområde i den amerikanska delstaten Alaska. Dess största ort är Dillingham. Enligt 2000 års folkräkning hade folkräkningsområdet en befolkning på 4 922 invånare på en yta om 54 204 km².
Dillingham Census Area gränsar i väst och nord till Bethel Census Area och i öst till Lake and Peninsula Borough.

## Städer och byar
- Aleknagik
- Clark's Point
- Dillingham
- Ekwok
- Koliganek
- Manokotak
- New Stuyahok
- Portage Creek
- Togiak
- Twin Hills